# Schunkea
Schunkea é um género monotípico de plantas com flores pertencentes à família Orchidaceae. A única espécie é Schunkea vierlingii.
A sua distribuição nativa é o sudeste do Brasil.